# Pietra di Dynna

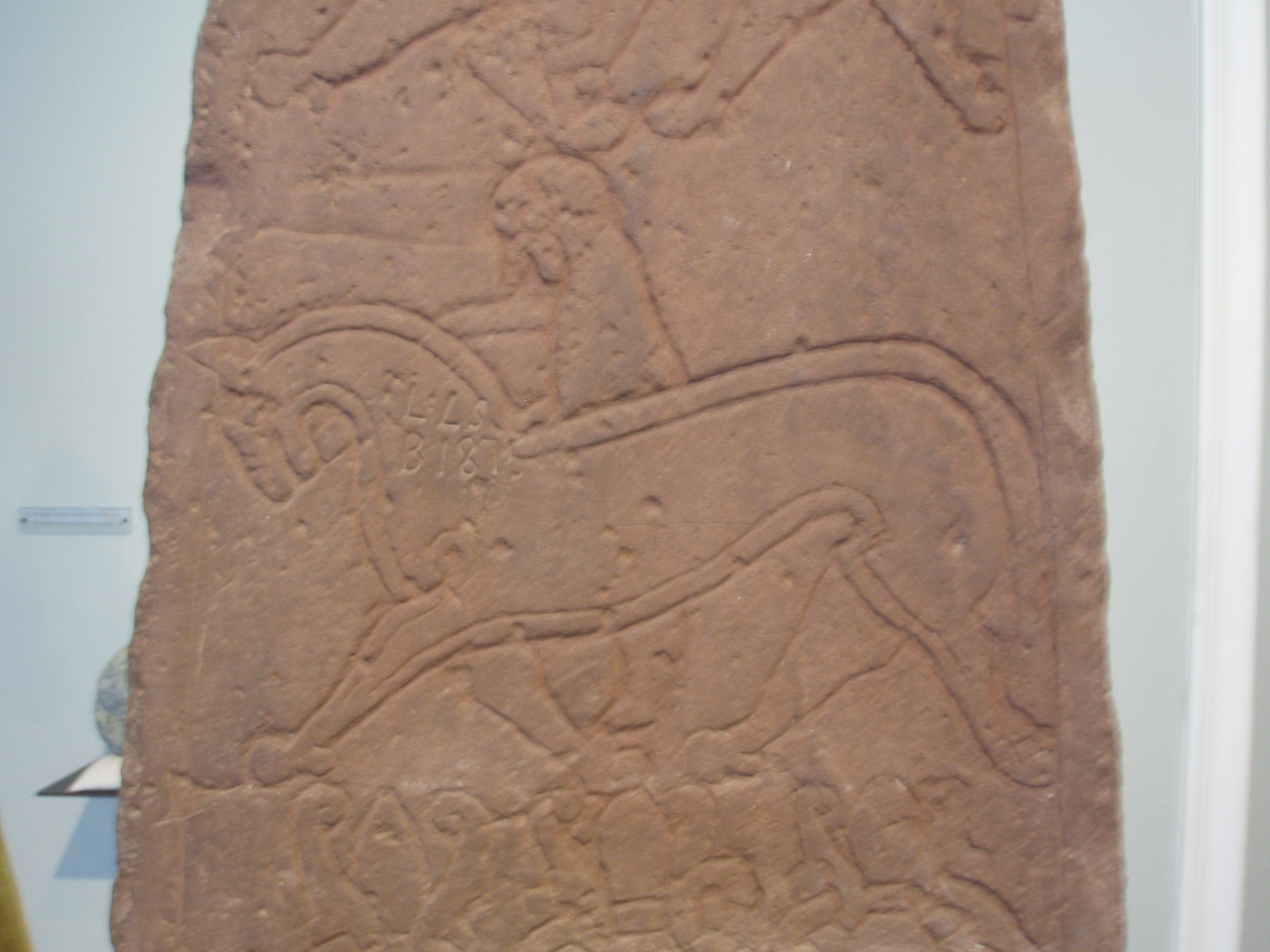
Particolare

La Pietra di Dynna è una pietra runica risalente all'ultimo periodo vichingo. Consiste in un monolito di forma triangolare di circa tre metri di altezza, di arenaria rosso-rosa, la quale riporta un'iscrizione runica su un lato, mentre sulla faccia frontale sono scolpite delle immagini. La pietra fu eretta tra il 1040 - 1050 d.C. e le sue rappresentazioni sono considerate le prime immagini cristiane della Norvegia. Il reperto dimostra che Hadeland era strettamente collegata con altre nazioni della zona, come la Scozia, ove si ritrovano pietre runiche molto simili.
Le immagini scolpite, in maniera abbastanza grezza, raffigurano la natività di Gesù, la Stella Cometa e i tre Re magi mentre l'iscrizione fu eseguita utilizzando caratteri appartenenti al Fuþark antico. In una delle chiese gemelle di Gran (chiesa Nicolai) fu rinvenuta una pietra simile riutilizzata nella parte superiore del muro della porta e tale reperto fu visibile nel 1823 e, per l'ultima volta, nel 1828.
La Pietra di Dynna fu acquistata dal Museo di Storia di Oslo nel 1879 da un allevamento di bovini sito vicino a Gran, ove era usata come supporto per il sale che veniva dato da leccare agli animali. Il reperto fa ancora parte della mostra medioevale permanente del museo, mentre una copia è stata eretta su un tumulo sepolcrale vichingo al Hadeland Folkemuseum a Gran.

## Traslitterazione in caratteri latini
Gunnvôr gerði brú, Þrýðríks dóttir, eptir Ástríði, dóttur sína. Sú var mær hônnurst á Haðalandi

## Traduzione in Italiano
Gunnvor, figlia di Thrydrikr, costruì il ponte in memoria di sua figlia Astridr. Lei fu la più abile fanciulla in Hadeland.